# Église du Jésus-Ouvrier-et-Notre-Dame-de-Lourdes d'Estación Atlántida
L'église du Jésus-Ouvrier-et-Notre-Dame-de-Lourdes (espagnol : iglesia de Cristo Obrero y Nuestra Señora de Lourdes) est une église paroissiale catholique romaine et un site du patrimoine mondial à Estación Atlántida, en Uruguay. Elle a été conçue par l'ingénieur Eladio Dieste en 1960,.